# Rally di Norvegia
Il Rally di Norvegia è una manifestazione automobilistica che ha fatto parte del mondiale rally nel 2007 e nel 2009.

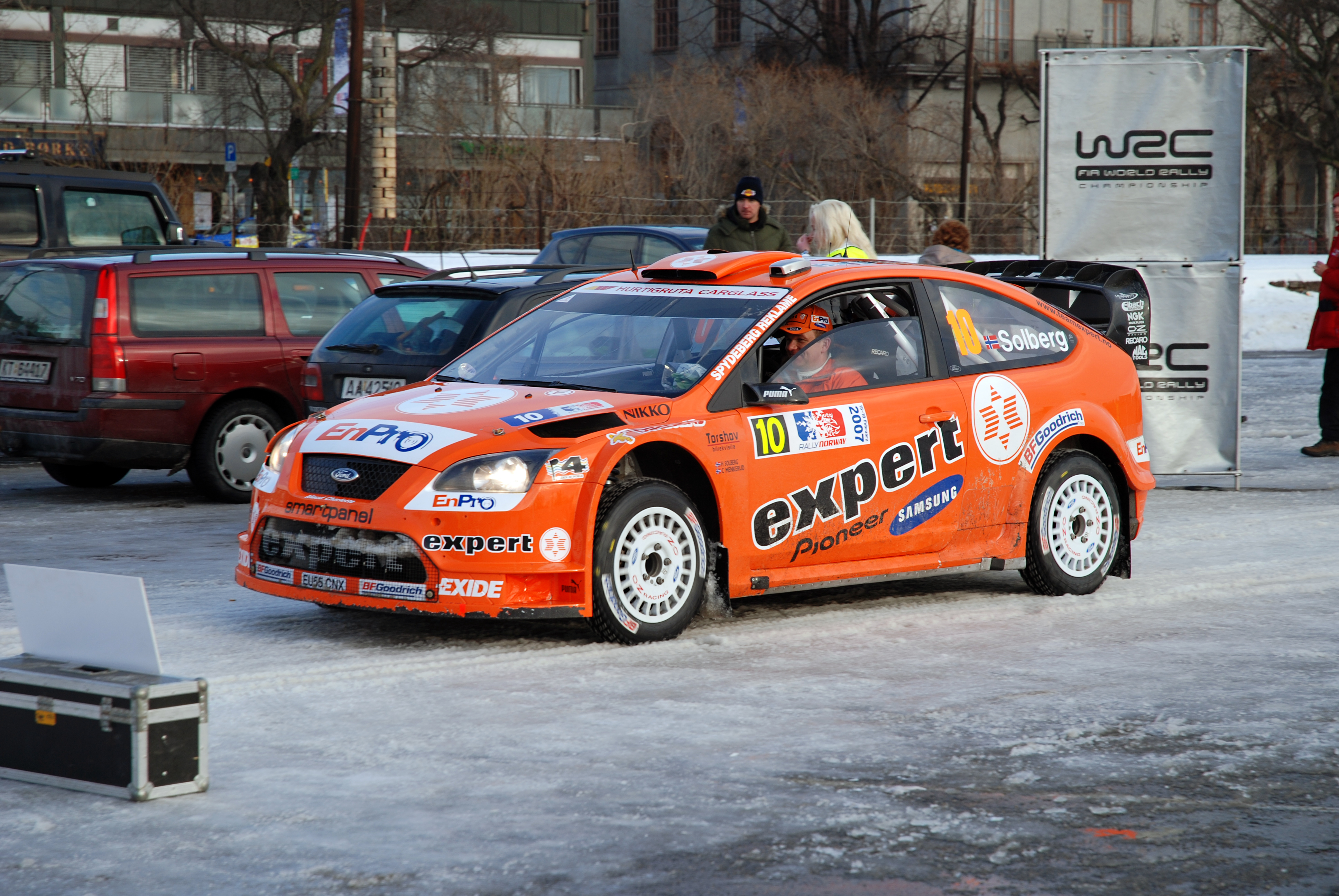
Henning Solberg durante l'edizione del 2007

## Edizioni
| Anno | Denominazione   | Vincitori                     | Auto            | Validità |
| ---- | --------------- | ----------------------------- | --------------- | -------- |
| 2006 | 1° Rally Norway | Henning Solberg Cato Menkerud | Peugeot 307 WRC | -        |
| 2007 | 2° Rally Norway | Mikko Hirvonen Jarmo Lehtinen | Ford Focus WRC  | Mondiale |
| 2009 | 3° Rally Norway | Sébastien Loeb Daniel Elena   | Citroën C4 WRC  | Mondiale |